# グレッグ・ジョーンズ
グレゴリー・ジョーンズ・ジュニア（Gregory Jones Jr., 1998年3月7日 - ）は、アメリカ合衆国ノースカロライナ州ケーリー出身のプロ野球選手（遊撃手）。右投両打。MLBのヒューストン・アストロズ傘下所属。

## 経歴

### プロ入り前
高校時代に2017年のMLBドラフト17巡目（全体518位）でボルチモア・オリオールズから指名されたが、契約を拒否してノースカロライナ大学ウィルミントン校へ進学した。

### プロ入りとレイズ傘下時代
2019年のMLBドラフト1巡目（全体22位）でタンパベイ・レイズから指名されプロ入り。契約金は300万ドル。傘下のA-級ハドソンバレー・レネゲーズでプロデビューし、48試合に出場して打率.335、1本塁打、24打点の成績を記録した。
2020年は新型コロナウイルスの影響でマイナーリーグの試合が開催されなかった。
2021年はA+級ボーリンググリーン・ホットロッズで開幕を迎えた。

### ロッキーズ時代
2024年3月21日にジョー・ロックとのトレードでコロラド・ロッキーズへ移籍した。翌22日にAAA級アルバカーキ・アイソトープスに配属された。同年6月6日にメジャー初昇格を果たすと、同日に敵地ブッシュ・スタジアムで行われたセントルイス・カージナルス戦でメジャーデビュー。さらに17日に本拠地クアーズ・フィールドで行われたロサンゼルス・ドジャース戦では1-9と8点ビハインドの9回にJ.P.ファイアライゼンからメジャー初安打となる本塁打を放ったが、その僅か2日後にAAA級アルバカーキに降格。以降はマイナーで過ごした。結局、この年メジャーでは6試合に出場して打率.200、前述の1本塁打、1打点を記録した。
2025年のスプリングトレーニングではオープン戦に8試合出場したものの、安打を1安打も放てなかった。ただ、その一方で2盗塁を記録した。

### ホワイトソックス時代
2025年3月26日にウェイバー公示を経て、シカゴ・ホワイトソックスに移籍した。移籍後は、そのままAAA級シャーロット・ナイツに配属された。4月12日にメジャー昇格を果たすも、昇格後の3試合で1安打も放つことが出来ずに終わり、同月17日にエドガー・クエロの昇格とアンドリュー・ベニンテンディの復帰に伴ってオプションでAAA級シャーロットに降格した。その後はAAA級シャーロットで7日間の故障者リスト入りを経験した後、5月10日にヨエンドリス・ゴメスを獲得したことに伴い、自由契約となった。

### アストロズ傘下時代
2025年5月20日にヒューストン・アストロズとマイナー契約を結んだ。契約後は、その日のうちにルーキー級フロリダ・コンプレックスリーグ・アストロズに配属されている。

## 詳細情報

### 年度別打撃成績
| 年 度    | 球 団    | 試 合 | 打 席 | 打 数 | 得 点 | 安 打 | 二 塁 打 | 三 塁 打 | 本 塁 打 | 塁 打 | 打 点 | 盗 塁 | 盗 塁 死 | 犠 打 | 犠 飛 | 四 球 | 敬 遠 | 死 球 | 三 振 | 併 殺 打 | 打 率 | 出 塁 率 | 長 打 率 | O P S |
| -------- | -------- | ----- | ----- | ----- | ----- | ----- | -------- | -------- | -------- | ----- | ----- | ----- | -------- | ----- | ----- | ----- | ----- | ----- | ----- | -------- | ----- | -------- | -------- | ----- |
| 2024     | COL      | 6     | 6     | 5     | 1     | 1     | 0        | 0        | 1        | 4     | 1     | 0     | 0        | 0     | 0     | 1     | 0     | 0     | 4     | 0        | .200  | .333     | .800     | 1.133 |
| MLB：1年 | MLB：1年 | 6     | 6     | 5     | 1     | 1     | 0        | 0        | 1        | 4     | 1     | 0     | 0        | 0     | 0     | 1     | 0     | 0     | 4     | 0        | .200  | .333     | .800     | 1.133 |

- 2024年度シーズン終了時

### 背番号
- 2（2024年）
- 30（2025年 - 同年途中）